# Xã Polk, Quận Ray, Missouri
Xã Polk (tiếng Anh: Polk Township) là một xã thuộc quận Ray, tiểu bang Missouri, Hoa Kỳ. Năm 2010, dân số của xã này là 4.463 người.